# نگهبان چشمه
نگهبان چشمه کتابی از زین‌العابدین الحسینی با ترجمهٔ مصطفی رحماندوست است که در مراسم کتاب سال جمهوری اسلامی ایران به‌عنوان کتاب برگزیده معرفی شد.